# Banksia
Pour les articles homonymes, voir Banksia (homonymie).
Genre
Classification phylogénétique
Répartition géographique
Banksia est un genre de plantes de la famille des Proteaceae comprenant près de 80 espèces. Fleurs sauvages emblématiques de l'Australie, très prisées en culture, elles sont facilement reconnaissables à leurs Inflorescences caractéristiques en forme de brosse et à leurs fruits qui s'ouvrent et laissent tomber leurs graines à la suite d'un incendie.

## Description

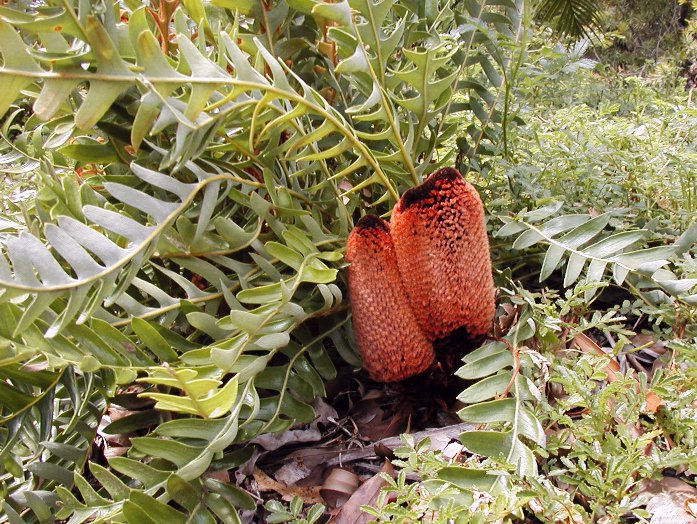
Une espèce prostrée, Banksia blechnifolia, aux inhabituels épis jumeaux, Maranoa Gardens, North Balwyn, Victoria (Australie).

Les Banksias se présentent sous la forme d'arbres ou d'arbrisseaux ligneux. Les arbres des plus grandes espèces, Banksia integrifolia (Banksia côtier) et Banksia seminuda (Banksia des rivières), dépassent souvent 15 mètres de haut, et peuvent même atteindre 30 mètres. Les espèces de Banksia qui ont un port d'arbrisseau sont généralement dressés, mais il existe plusieurs espèces à port prostré, leurs branches poussant sur le sol ou dessous.
Les feuilles de Banksia varient beaucoup d'une espèce à l'autre. Leur taille va des étroites feuilles de Banksia ericifolia (Banksia à feuilles de bruyère), longues de 1  à   1,5 centimètre, aux très grandes feuilles de Banksia grandis (Banksia taureau), qui peuvent atteindre 45 centimètres de long. Les feuilles de la plupart des espèces ont le bord du limbe serré (finement denté), sauf quelques-unes, dont Banksia integrifolia. Les feuilles sont habituellement disposées sur les branches en spirales irrégulières, mais chez certaines espèces elles sont rassemblées en verticilles. Beaucoup d'espèces ont des feuilles polymorphes, aux formes juvéniles et adultes différentes (par exemple Banksia integrifolia a des grandes feuilles juvéniles serrées).

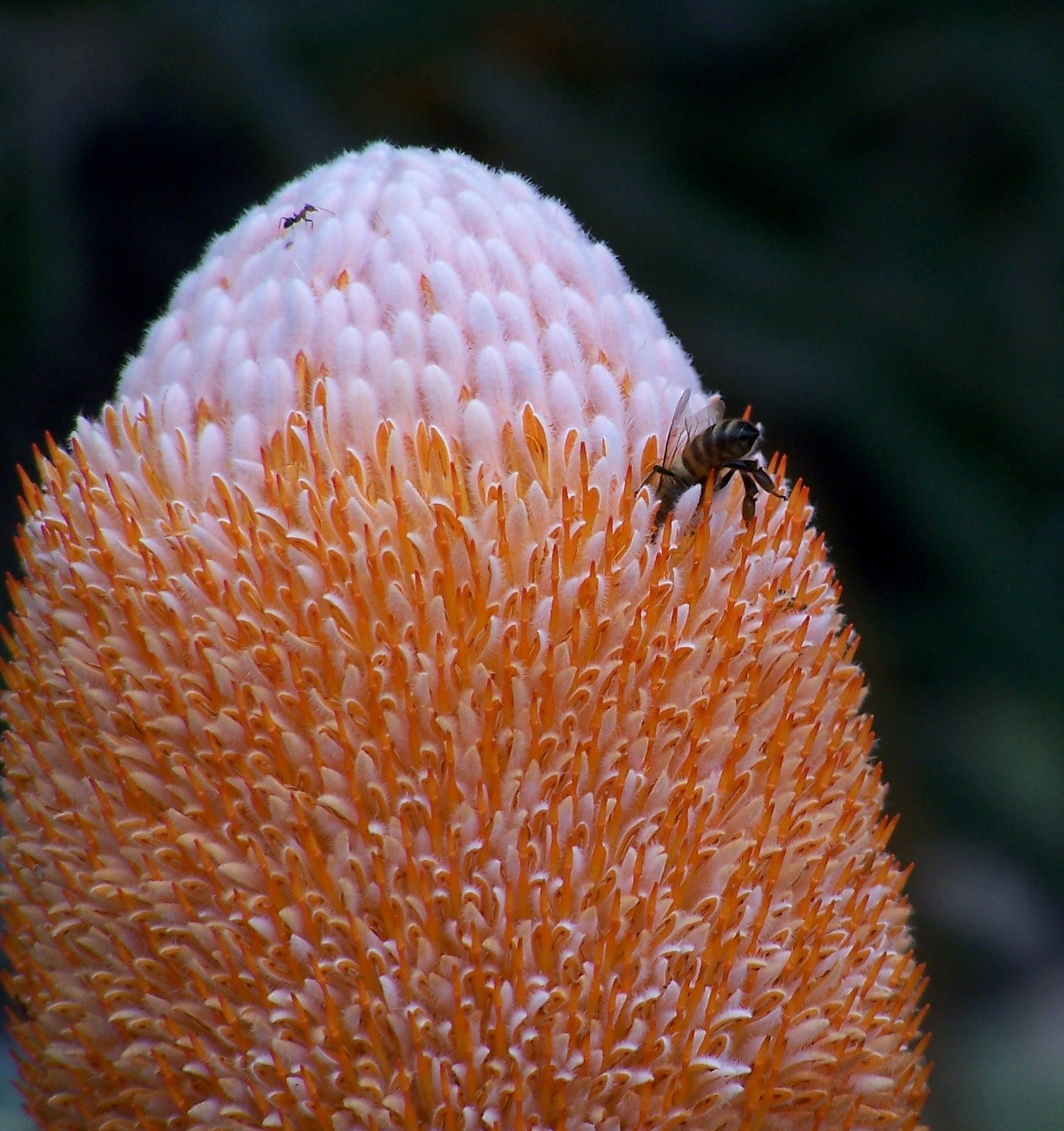
Inflorescence de Banksia prionotes, Reabold Hill, Bold Park,, en Australie-Occidentale.

Les Banksias sont plus facilement reconnaissables à leurs inflorescences, qui sont des épis floraux caractéristiques, et aux infrutescences ligneuses qui apparaissent après la fin de la floraison. L'épi floral est formé d'un rachis central ligneux au revêtement pelucheux ; il est généralement dressé, mais peut être pendant chez quelques rares espèces. Cet axe est recouvert de nombreuses paires de fleurs étroitement serrées, attachées à l'axe perpendiculairement. Un seul épi floral contient des centaines, voire des milliers de fleurs. Le maximum enregistré est d'environ 6 000 fleurs sur des inflorescences de Banksia grandis.
La couleur des fleurs de Banksia est généralement une nuance de jaune, mais elles peuvent aussi être orange, rouge ou rose selon les espèces. La couleur des fleurs est déterminée par la couleur des pièces du périanthe et souvent du style. Le style est beaucoup plus long que le périanthe, et il est au début emprisonné dans la partie supérieure du périanthe. Les styles sont progressivement libérés, sur plusieurs jours, soit en allant du sommet à la base du cône, soit dans le sens inverse.
Quand les styles et les pièces des périanthes sont de couleurs différentes, l'effet visuel est celui d'un changement de couleur progressant le long de l'épi. Cela peut être très spectaculaire chez Banksia prionotes (Banksia gland) et les espèces proches ; en effet l'inflorescence blanche en début de floraison vire à l'orange brillant. Dans la plupart des cas, les fleurs individuelles sont grandes et sacciformes (en forme de sacs minces).

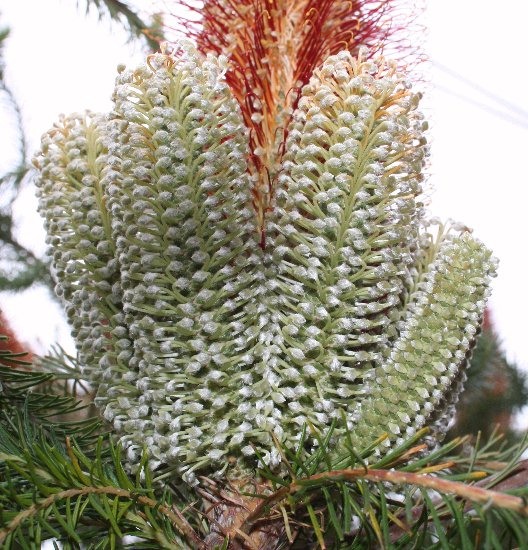
Banksia ericifolia variété « chandelles blanches » aux épis multiples.

Des épis floraux multiples peuvent parfois se former. Cela se voit souvent chez  Banksia marginata et Banksia ericifolia. 
Lorsque l'épi floral vieillit, les pièces florales se dessèchent et peuvent prendre des nuances d'orange, brun roux ou brun foncé, avant de virer au gris sur une période de plusieurs années. Chez certaines espèces, les pièces florales passées tombent, mettant à nu l'axe pelucheux ; chez d'autres, elles peuvent persister plusieurs années, donnant un aspect chevelu aux épis. Les vieux épis floraux sont communément appelés « cônes », bien qu'il ne s'agisse pas de vrais cônes, qu'on ne trouve que chez les conifères et les cycas.

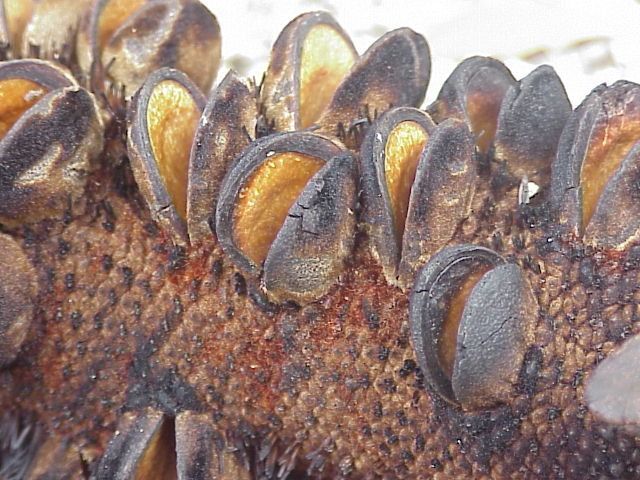
Follicules de Banksia serrata ouverts après un incendie.

Malgré la grande taille des épis floraux et l'énorme quantité de fleurs par épi, seul un tout petit nombre de fleurs arrivent à fructifier, et chez certaines espèces, un épi floral peut souvent ne porter aucun fruit. Le fruit des Banksias est un follicule ligneux enfoncé dans le « cône ». Ces follicules sont constitués de deux valves horizontales qui enserrent étroitement la graine.  Le follicule s'ouvre pour libérer la graine en se fendant le long de la ligne de suture, et chez certaines espèces chaque valve se divise encore. Chez certaines espèces, les follicules s'ouvrent dès que la graine est mûre, mais chez la plupart d'entre elles les follicules doivent être stimulés par un incendie pour s'ouvrir.
Chaque follicule renferme habituellement une ou deux petites graines, dotée chacune d'une aile foliacée en forme de coin qui la fait tourner sur elle-même quand elle tombe à terre.

## Espèces
- Banksia cuneata
- Banksia epica
- Banksia grossa
- Banksia rosserae
- Banksia tridentata

## Taxonomie
Le genre Banksia a été nommé et décrit en premier par Carl von Linné le Jeune dans son  Supplementum Plantarum publié en avril 1782 ; le nom complet du genre est donc « Banksia L.f. ». Le nom générique rend hommage au botaniste anglais, Sir Joseph Banks, qui récolta les premiers spécimens de Banksia en 1770, au cours de la première expédition de James Cook.
Le genre Banksia appartient à la famille des Proteaceae, sous-famille des  Grevilleoideae, tribu des Banksieae. Banksia et le genre prochement apparenté  Dryandra ont été placés dans la sous-tribu des Banksiinae, principalement parce que dans les deux genres les fleurs sont groupées en têtes très denses. De récentes recherches sur les relations entre Banksia et Dryandra laissent penser que Dryandra devrait être fusionné dans Banksia.
Le nombre exact d'espèces de Banksia est encore un sujet de discussion. Le plus récent travail faisant autorité en la matière, George (1999), a recensé 76 espèces.  Depuis lors, une nouvelle espèce a été publiée, Banksia rosserae (Olde and Marriott, 2002), portant le total à 77.  Cependant George (1999) avait relégué au rang de sous-espèces quatre taxons qui avaient été précédemment reconnus comme espèces par Kevin Thiele et Pauline Ladiges dans leur analyse cladistique du genre en 1996. Certains herbiers australiens  ont continué à suivre Thiele et Ladiges (1996) en les classant comme espèces, reconnaissant ainsi 81 espèces. En outre, Harden (2002) reconnait l'espèce Banksia cunninghamii Sieber ex Reichb, bien que tant George (1999) que Thiele et Ladiges (1996) la considèrent comme une sous-espèce de Banksia spinulosa. Enfin, Banksia paludosa subsp. astrolux et en révision et devrait être rapidement promue au rang d'espèce.

## Distribution et habitat
Toutes les espèces de Banksia, sauf une, sont endémiques de l'Australie. L'exception est constituée par Banksia dentata (Banksia tropical), qui se rencontre dans le nord de l'Australie et dans les îles situées au nord, y compris en Nouvelle-Guinée et dans les îles Aru. Les autres espèces sont distribuées dans deux zones géographiques distinctes :  Le Sud-Ouest de l'Australie-Occidentale et l'Australie orientale.  L'Australie du Sud-Ouest est le centre principal de biodiversité ; plus des trois quarts des espèces de Banksia ne se trouvent que là, depuis Exmouth jusqu'à Esperance vers l'est. L'Australie orientale a beaucoup moins d'espèces, mais parmi celles-ci figurent certaines des plus connues et des plus largement distribuées, notamment Banksia integrifolia et Banksia spinulosa (Banksia épingle à cheveux). Elles s'y rencontrent depuis la péninsule Eyre dans le sud de l'Australie tout le long de la côte orientale jusqu'au Cap York dans le Queensland.
La grande majorité des espèces de Banksia préfèrent les sols sableux (ou caillouteux), bien que certains peuplements de Banksia marginata (Banksia argenté) et Banksia spinulosa se rencontrent aussi sur des sols plus lourds, plus riches en argile. Banksia seminuda se distingue par sa préférence pour les limons riches le long des cours d'eau. La plupart se rencontrent dans des habitats de type lande ou basse forêt claire, mais Banksia seminuda et Banksia integrifolia croissent toutes deux en forêt.  La plupart des espèces ne se plaisent pas près des côtes, et quelques espèces, dont Banksia rosserae et Banksia elderiana (Banksia espadon), se rencontrent dans des zones désertiques. La plupart des espèces d'Australie orientale survivent dans des régions élevées, mais parmi celles de l'Australie occidentale seule Banksia solandri (Banksia de la chaîne de Stirling) survit à haute altitude.
Des études sur les espèces de Banksia du Sud-Ouest de l'Australie ont montré que leur distribution est d'abord déterminée par la pluviométrie. À l'exception de Banksia rosserae, aucune espèce ne tolère des chutes de pluie annuelles inférieures à 200 millimètres, bien que de nombreuses espèces survivent dans des zones recevant moins de 400 millimètres. Les espèces de Banksia sont présentes dans toutes les régions suffisamment arrosées, avec une plus grande spéciation dans les zones plus fraîches et plus humides. Les régions plus chaudes et plus sèches aux limites de l'aire de diffusion du genre tendent à avoir des espèces moins nombreuses mais à plus large distribution. La plus grande richesse en espèces se rencontre en relation avec l'altitude, en particulier dans la chaîne de Stirling.

## Utilisation

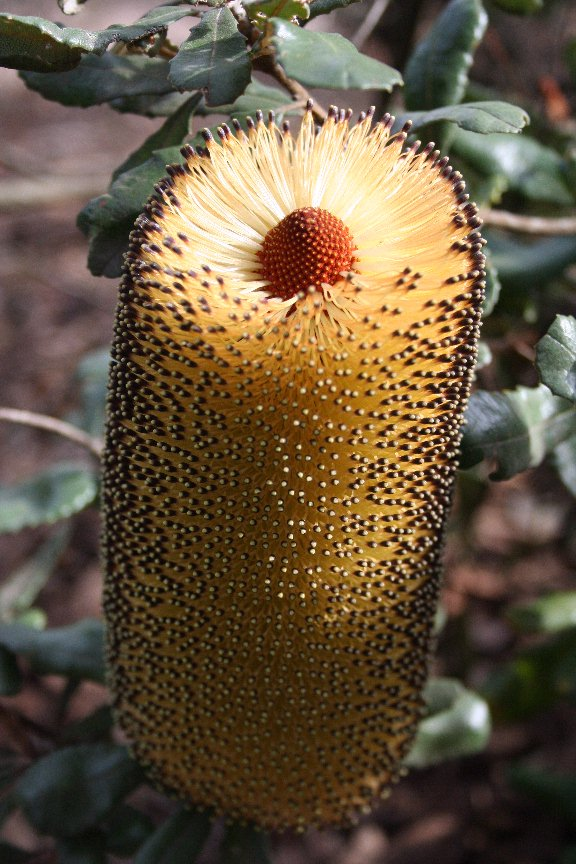
Forme naine de Banksia media (Banksia des plaines du sud), cultivée à Maranoa Gardens, dans l'état de Victoria en Australie.

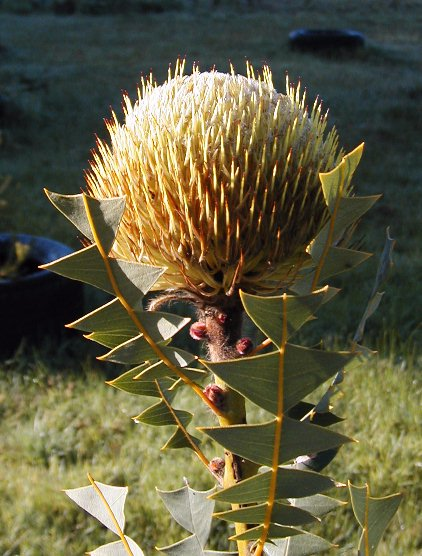
Banksia baxteri (Banksia nid d'oiseau), espèce cultivée près de Colac, dans l'état de Victoria en Australie, pour le commerce de la fleur coupée.

### Au jardin
Les banksias sont des plantes de jardin populaires en Australie pour leurs grandes et splendides têtes florales et aussi parce que la grande quantité de nectar qu'ils produisent attire les oiseaux et les petits mammifères. Les espèces en vogue dans les jardins comprennent Banksia spinulosa, Banksia ericifolia, Banksia aemula (banksia Wallum), Banksia serrata (banksia scie), Banksia media (banksia des plaines du sud) et le cultivar Banksia 'Giant Candles'. Les espèces de Banksia sont propagées principalement par semis dans les jardins familiaux dans la mesure où les boutures sont difficiles à réussir. Cependant les pépiniéristes professionnels recourent beaucoup à cette dernière méthode (en fait, les cultivars par nature ne peuvent être multipliés que de manière végétative par bouture ou par greffe).
Avec le temps, les cultivars nains et les espèces prostrées deviennent de plus en plus populaires, à la mesure de la taille des jardins urbains, toujours plus réduite. Il s'agit de formes miniatures de moins de 50 cm de haut de Banksia spinulosa et Banksia media, ainsi que d'espèces prostrées comme Banksia petiolaris et Banksia blechnifolia.
Les banksias requièrent peut-être plus d'entretien que les autres plantes indigènes d'Australie, bien qu'ils soient relativement plus rustiques si les conditions normales sont respectées (exposition ensoleillée et sol sableux bien drainé).
Il peut être nécessaire de les arroser durant les pointes de sécheresse tant qu'ils ne sont pas bien établis, ce qui peut prendre jusqu'à deux ans. Pour la fertilisation, il convient de n'utiliser que des engrais lents, à basse teneur en phosphore, car les racines protéoïdes peuvent souffrir de taux élevés d'éléments nutritifs dans le sol. Tous supportent bien une taille modérée.
Dans le milieu des horticulteurs australiens, il y a un groupe actif de passionnés de Banksia qui cherchent des variétés de fleurs intéressantes, cultivent et multiplient des cultivars, échangent des échantillons et entreprennent des recherches sur des problèmes de culture et des défis. Le principal forum d'échange d'informations dans ce groupe est le Banksia Study Group (groupe d'étude des banksias) de  l'ASGAP (Association of societies for growing Australian plants).

### Secteur de la fleur coupée
À l'exception du secteur des pépinières, les banksias ont un intérêt commercial limité.  Certaines espèces, principalement Banksia coccinea (banksia écarlate), Banksia baxteri, Banksia hookeriana (banksia de Hooker), Banksia sceptrum (banksia sceptre), Banksia speciosa (banksia magnifique) et Banksia menziesii (banksia de Menzies) sont cultivées an Australie méridionale et occidentale, ainsi qu'en Israël et à Hawaii, et les têtes florales sont récoltées pour le commerce de la fleur coupée. Leur nectar est aussi recherché par les apiculteurs, non pas pour la qualité du miel, souvent médiocre, mais parce que ces arbres sont une source de nectar abondante et sûre à des époques où les autres sources produisent peu.

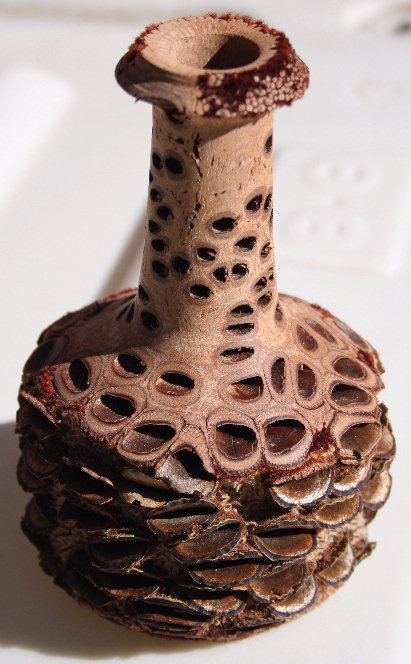
Cône travaillé de Banksia grandis

### Bois d'œuvre
Le bois des Banksias, de couleur rouge, a un grain apprécié, mais il est rarement utilisé car il tend à se gauchir fortement au séchage. On l'emploie parfois dans des applications décoratives, comme la tournerie et le lambrissage de murs. On en a également fait des quilles pour de petits bateaux.  Les grands « cônes » de Banksia grandis sont employés dans des compositions de bois tourné. On en tire aussi des sous-bocks en les découpant en tranches ; ces objets sont vendus comme souvenirs aux touristes étrangers.

### Utilisations traditionnelles
Les Aborigènes avaient l'habitude d'aspirer le nectar des épis floraux, ils laissaient également tremper ces épis dans de l'eau pour fabriquer une boisson sucrée. Les arbres du genre Banksia sont une source fiable de larves qui en sont extraites comme nourriture.